# Anthécologie

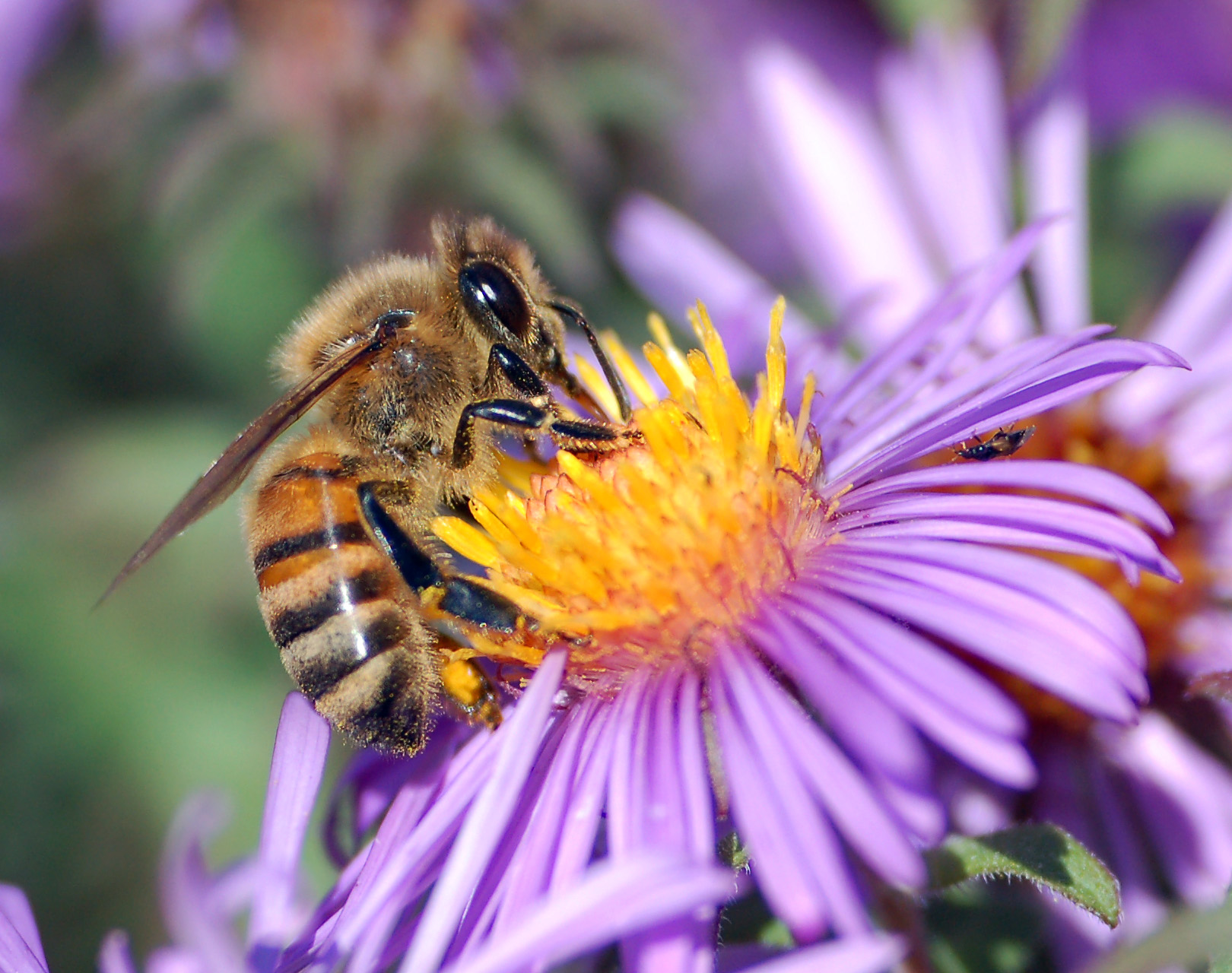
Abeille européenne recueillant du nectar, tandis que du pollen se dépose sur tout son corps.

L’Anthécologie, ou biologie de la pollinisation, est l'étude de la pollinisation ainsi que des relations entre les fleurs et leurs pollinisateurs.  
La plupart des plantes à fleurs, ou angiospermes, sont pollinisées par des animaux, et en particulier par des insectes. 
Les principaux taxons d'insectes fréquentant les fleurs comprennent les coléoptères, les mouches, les guêpes, les abeilles, les fourmis, les thrips et les papillons. Les insectes effectuent la pollinisation lors de la visite des fleurs pour obtenir du nectar ou du pollen, pour s'attaquer à des proies d'autres espèces, ou pour des pseudocopulations avec des fleurs mimant les insectes telles que certaines orchidées. 
Les interactions entre les plantes et les insectes liées à la pollinisation sont considérées comme mutualistes, et les relations entre les plantes et leurs pollinisateurs ont probablement entraîné une augmentation de la diversité à la fois des angiospermes et des animaux qui les pollinisent. 
L'anthécologie réunit de nombreuses disciplines, telles que la botanique, l'horticulture, l'entomologie et l'écologie.